# Earth Overshoot Day
L'Earth Overshoot Day (EOD), in italiano Giorno del Superamento Terrestre, del sovrasfruttamento della Terra o dello sforamento, indica a livello illustrativo il giorno nel quale l'umanità consuma interamente le risorse prodotte dal pianeta nell'intero anno.
Nel 2025 l'Earth Overshoot Day è stato calcolato per il 24 luglio; si può stimare inoltre che procedendo di questo passo intorno al 2050 l'umanità consumerà ben il doppio di quanto la Terra produce.

## Calcolo della data
Il Global Footprint Network, associazione no profit che sviluppa strumenti per promuovere la sostenibilità tra cui l'impronta ecologica e la biocapacità, calcola il numero di giorni dell'anno che la biocapacità terrestre riesce a provvedere all'impronta ecologica umana. I giorni rimanenti sono detti overshoot (che in inglese significa "andare oltre").
Il calcolo del giorno definito come Earth Overshoot Day è quindi semplicemente dato dal rapporto tra la biocapacità del pianeta, ossia l'ammontare di tutte le risorse che la Terra è in grado di generare annualmente, e l'impronta ecologica dell'umanità, ossia la richiesta totale di risorse per l'intero anno. Si trova così la frazione dell'anno per la quale le risorse generate riescono a provvedere al fabbisogno umano.
Infine moltiplicando per il numero di giorni in un anno si ottiene la data dell'Earth Overshoot Day.
Definite le grandezze:
- {\displaystyle BIO} = biocapacità annuale del pianeta Terra;
- {\displaystyle HEF} = impronta ecologica annuale dell'umanità

si può definire la formula:
{\displaystyle EOD={\frac {BIO}{HEF}}\times 365}
È evidente che per avere una data rilevante il rapporto tra biocapacità e impronta ecologica debba essere inferiore all'unità.

## Earth Overshoot Day del passato
Qui sotto una tabella riassuntiva di tutti gli Earth Overshoot Day in seguito all'ultima indagine portata avanti dalla National Footprint Accounts nel 2017.
Sono presenti altri due anni precedenti alla data ufficiale di inizio del calcolo dell'Earth Overshoot Day, il 1969 e il 1970: in questi casi si stima che l'umanità non sia riuscita a consumare appieno le risorse messe a disposizione dal pianeta. Si può notare come i giorni di utilizzo delle risorse siano costantemente diminuiti a partire dall'inizio delle misurazioni, eccezion fatta per un breve periodo ad inizio degli anni '80.
Anche il 2020 si discosta nettamente dall'andamento; ciò è dovuto principalmente alla pandemia di COVID-19 che ha portato ad un conseguente provvisorio arresto dell'economia.
| Anno | Earth Overshoot Day | Giorni di risorse | Giorni in sovrasfruttamento | Evoluzione EOD | Ratio | Pianeti necessari | Note          |
| ---- | ------------------- | ----------------- | --------------------------- | -------------- | ----- | ----------------- | ------------- |
| 1969 | 31 dicembre         | 364               | 0                           | 0              | 1.000 | 1.000             |               |
| 1970 | 31 dicembre         | 364               | 0                           | 0              | 1.000 | 1.000             |               |
| 1971 | 29 dicembre         | 362               | 2                           | -2             | 0.995 | 1.006             |               |
| 1972 | 31 dicembre         | 365               | 0                           | 3              | 1.000 | 1.000             |               |
| 1973 | 8 dicembre          | 341               | 23                          | -24            | 0.937 | 1.067             |               |
| 1974 | 4 dicembre          | 337               | 27                          | -4             | 0.926 | 1.080             |               |
| 1975 | 29 novembre         | 332               | 32                          | -5             | 0.912 | 1.096             |               |
| 1976 | 25 novembre         | 329               | 36                          | -3             | 0.901 | 1.109             |               |
| 1977 | 22 novembre         | 325               | 39                          | -4             | 0.893 | 1.120             |               |
| 1978 | 13 novembre         | 316               | 48                          | -9             | 0.868 | 1.152             |               |
| 1979 | 3 novembre          | 306               | 58                          | -10            | 0.841 | 1.190             |               |
| 1980 | 23 novembre         | 327               | 38                          | 21             | 0.896 | 1.116             |               |
| 1981 | 24 novembre         | 327               | 37                          | 0              | 0.898 | 1.113             |               |
| 1982 | 2 dicembre          | 335               | 29                          | 8              | 0.920 | 1.087             |               |
| 1983 | 9 dicembre          | 342               | 22                          | 7              | 0.940 | 1.064             |               |
| 1984 | 17 novembre         | 321               | 44                          | -21            | 0.879 | 1.137             |               |
| 1985 | 7 novembre          | 310               | 54                          | -11            | 0.852 | 1.174             |               |
| 1986 | 5 novembre          | 308               | 56                          | -2             | 0.846 | 1.182             |               |
| 1987 | 31 ottobre          | 303               | 61                          | -5             | 0.832 | 1.201             |               |
| 1988 | 17 ottobre          | 290               | 75                          | -13            | 0.795 | 1.259             |               |
| 1989 | 12 ottobre          | 284               | 80                          | -6             | 0.780 | 1.282             |               |
| 1990 | 16 ottobre          | 288               | 76                          | 4              | 0.791 | 1.264             |               |
| 1991 | 20 ottobre          | 292               | 72                          | 4              | 0.802 | 1.247             |               |
| 1992 | 30 ottobre          | 303               | 62                          | 11             | 0.830 | 1.205             |               |
| 1993 | 26 ottobre          | 298               | 66                          | -5             | 0.819 | 1.221             |               |
| 1994 | 16 ottobre          | 288               | 76                          | -10            | 0.791 | 1.264             |               |
| 1995 | 9 ottobre           | 281               | 83                          | -7             | 0.772 | 1.295             |               |
| 1996 | 3 ottobre           | 276               | 89                          | -5             | 0.756 | 1.322             |               |
| 1997 | 5 ottobre           | 277               | 87                          | 1              | 0.761 | 1.314             |               |
| 1998 | 6 ottobre           | 278               | 86                          | 1              | 0.764 | 1.309             |               |
| 1999 | 25 settembre        | 267               | 97                          | -11            | 0.734 | 1.363             |               |
| 2000 | 16 settembre        | 259               | 106                         | -8             | 0.710 | 1.409             |               |
| 2001 | 11 settembre        | 253               | 111                         | -6             | 0.695 | 1.439             |               |
| 2002 | 19 settembre        | 261               | 103                         | 8              | 0.717 | 1.395             |               |
| 2003 | 12 settembre        | 254               | 110                         | -7             | 0.698 | 1.433             |               |
| 2004 | 1° settembre        | 244               | 121                         | -10            | 0.668 | 1.496             |               |
| 2005 | 25 agosto           | 236               | 128                         | -8             | 0.648 | 1.542             |               |
| 2006 | 22 agosto           | 233               | 131                         | -3             | 0.640 | 1.562             |               |
| 2007 | 14 agosto           | 225               | 139                         | -8             | 0.618 | 1.618             |               |
| 2008 | 14 agosto           | 226               | 139                         | 1              | 0.619 | 1.615             |               |
| 2009 | 22 agosto           | 233               | 131                         | 7              | 0.640 | 1.562             |               |
| 2010 | 8 agosto            | 219               | 145                         | -14            | 0.602 | 1.662             |               |
| 2011 | 4 agosto            | 215               | 149                         | -4             | 0.591 | 1.693             | [ 10 ]        |
| 2012 | 1° agosto           | 213               | 152                         | -2             | 0.584 | 1.714             | [ 10 ]        |
| 2013 | 1° agosto           | 212               | 152                         | -1             | 0.582 | 1.717             | [ 11 ]        |
| 2014 | 3 agosto            | 214               | 150                         | 2              | 0.588 | 1.701             | [ 12 ]        |
| 2015 | 4 agosto            | 215               | 149                         | 1              | 0.591 | 1.693             | [ 13 ]        |
| 2016 | 6 agosto            | 218               | 147                         | 3              | 0.597 | 1.674             | [ 14 ]        |
| 2017 | 1° agosto           | 212               | 152                         | -6             | 0.582 | 1.717             | [ 15 ] [ 16 ] |
| 2018 | 28 luglio           | 208               | 156                         | -4             | 0.571 | 1.75              | [ 17 ]        |
| 2019 | 29 luglio           | 209               | 155                         | 1              | 0.574 | 1.742             | [ 18 ]        |
| 2020 | 9 agosto            | 221               | 144                         | 12             | 0.605 | 1.652             | [ 19 ] [ 20 ] |
| 2021 | 29 luglio           | 209               | 155                         | -12            | 0.574 | 1.742             | [ 21 ]        |
| 2022 | 25 luglio           | 205               | 159                         | -4             | 0.563 | 1.776             | [ 22 ]        |
| 2023 | 25 luglio           | 205               | 159                         | 0              | 0.563 | 1.776             | [ 23 ]        |
| 2024 | 25 luglio           | 206               | 159                         | 1              | 0.564 | 1.772             | [ 24 ]        |
| 2025 | 24 luglio           | 204               | 160                         | -2             | 0.560 | 1.784             | [ 2 ]         |

Legenda:
      Anno nel quale l'umanità ha consumato più rapidamente le risorse messe a disposizione dalla biocapacità terrestre.
      Anni nei quali il pianeta Terra non ha avuto un overshoot di risorse.
Note:
Nella sezione ratio viene indicato il rapporto tra biocapacità terrestre e la impronta ecologica umana annuale.
Si definiscono giorni di risorse quelli che si presentano prima del EOD, mentre giorni di sfruttamento quelli che vengono dopo; in questo modo il giorno dell'anno del superamento non fa parte di nessuna delle due categorie. Si tenga a mente che negli anni bisestili si ha un giorno in più, il 29 febbraio.
Nella sezione date storiche invece vengono suggeriti articoli che indicano le vecchie date proposte come data del superamento; in seguito una maggiore accuratezza di calcolo ha permesso uno studio migliore delle date da proporre.
Si può notare che eccetto pochi rari casi dal 1971 in poi, anno dell'inizio di istituzione di questo calcolo, la data fatidica è andata via via allontanandosi dal termine dell'anno, ovvero il giorno 31 dicembre.
Grafico che mette in relazione l'anno con la data dell'Earth Overshoot Day dal 1969 al 2024. Nello specifico si ha:

     giorni dell'anno nei quali la biocapacità terrestre riesce a provvedere ai consumi umani;
     giorni dell'anno nei quali l'umanità consuma risorse non prodotte dal pianeta Terra nel corrente anno, ossia i cosiddetti "giorni di superamento".

## Date dei singoli stati
La data di superamento del singolo stato è la data per la quale l'Earth Overshoot Day cadrebbe se tutta l'umanità consumasse come la popolazione della nazione in analisi.
In Italia, nel 2022 l'Earth Overshoot Day è stato il 15 maggio.
In precedenza, nel 2021 la data proposta è stata il 13 maggio mentre nel 2019 il 14 maggio.
Ciò significa che, stando a questi calcoli, l'Italia consuma quanto produce circa nel 36% della durata di un anno.
In seguito, viene riportata la tabella riassuntiva della data del superamento di ogni stato proposta per l'anno 2022.
Come si può notare, per mancanza di dati non di tutti gli stati è possibile calcolare il valore dell'Earth Overshoot Day.